# فرودگاه آبی لوتسلکه
فرودگاه آبی لوتسلکه (به انگلیسی: Lutselk'e Water Aerodrome) یک فرودگاه همگانی است که یک باند فرود آب دارد. این فرودگاه در کشور کانادا قرار دارد و در ارتفاع ۱۵۷ متری از سطح دریا واقع شده است.